# Xenortholitha latifusata
Xenortholitha latifusata är en fjärilsart som beskrevs av Walker 1862. Xenortholitha latifusata ingår i släktet Xenortholitha och familjen mätare. Inga underarter finns listade i Catalogue of Life.